# 9 أعشار (فلم)
9 / أعشار (بالإنجليزية: 9/Tenths) هو فيلم درامي أمريكي صدر عام 2006. من إخراج بوب ديغوس وبطولة غابرييل أنور وهنري إيان كوسيك وديف بيز.

## وصلات خارجية
- مقالات تستعمل روابط فنية بلا صلة مع ويكي بيانات